# Estatua de Alexander Macomb
El General Alexander Macomb es una estatua monumental en el Bulevard Washington de la ciudad de Detroit, en el estado de Míchigan (Estados Unidos). El monumento, diseñado por el escultor Adolph Alexander Weinman, fue dedicado en 1908 en honor a Alexander Macomb, un nativo de Detroit que se había desempeñado como comandante general del Ejército de los Estados Unidos durante varios años a principios del siglo XIX. La estatua fue dedicada el 11 de septiembre, en el aniversario de la Batalla de Plattsburgh, una batalla de la Guerra de 1812 en la que había participado Macomb.
En los últimos años, la estatua ha sido objeto de críticas debido a las conexiones de Macomb con la esclavitud y el maltrato de los nativos americanos.

## Historia

### Contexto
Alexander Macomb era un nativo de Detroit que nació en una familia adinerada en 1782. De joven siguió una carrera militar y se desempeñó como oficial general en el Ejército de los Estados Unidos durante la Guerra anglo-estadounidense de 1812. Por su participación en la Batalla de Plattsburgh en 1814, fue galardonado con una Medalla de Oro del Congreso y ascendido al rango de mayor general. Entre 1828 y 1841, se desempeñó como comandante general del Ejército de los Estados Unidos, cargo que ocuparía hasta su muerte en Washington, D. C. ese mismo año. En los años posteriores a su muerte, su legado se olvidó en gran medida, con un artículo de 1901 en The American Architect and Building News que afirmaba que el único monumento en su honor era el que estaba sobre su tumba en el Cementerio del Congreso.

### Creación
A principios de la década de 1900, erigir una estatua monumental en honor a Macomb se convirtió en el objetivo principal del capítulo de Míchigan de la Sociedad Nacional Hijas de los Estados Unidos de 1812, un grupo cívico formado por descendientes de veteranos de la Guerra de 1812. En marzo de 1901, varias fuentes informaron que el capítulo de Míchigan había aprobado un diseño para una estatua en honor a Macomb del escultor Louis Amateis. Leslie's Weekly informó que había ganado un concurso por el diseño, que habría representado a Macomb parado en una muralla, dando instrucciones a otros soldados. Bajorrelieves adicionales habrían representado escenas de la Batalla de Plattsburgh. El costo total del proyecto habría sido de aproximadamente 15 000 dólares. A pesar del anuncio, el diseño de Amateis para el monumento no se concretaría. Sin embargo, el capítulo continuó con sus esfuerzos y en 1902, gracias a la ayuda de los senadores estadounidenses de Míchigan Julius C. Burrows y James McMillan,  el Comité de Asuntos Militares del Senado de los Estados Unidos proporcionó el material tras apropiarse y fundir cañones de 3,2 kg.
En 1906, la revista The Search-Light informó que el capítulo de Míchigan aún tenía para de un monumento a Macomb, utilizando los cañones condenados adquiridos del Congreso de los Estados Unidos. UU. El costo del monumento sería de 10 000 dólares como máximo, y el gobierno de Míchigan y el gobierno de Detroit habían asignado 5000 dólares y 2000 dólares, respectivamente, para el proyecto. Además, la ciudad proporcionó una ubicación en el extremo sur de un parque a lo largo del Bulevard Washington, frente a la avenida Míchigan. Ese mismo año, el escultor Adolph Alexander Weinman ganó un concurso para diseñar la estatua. Weinman, que tenía 36 años en ese momento, había trabajado con varios otros escultores, incluidos Daniel Chester French, Philip Martiny, Charles Henry Niehaus, Augustus Saint-Gaudens y Olin Levi Warner. La fundición de la estatua fue realizada por la Henry-Bonnard Bronze Company de la ciudad de Nueva York. Mientras tanto, la mampostería para el resto del monumento fue realizada por Maine & New Hampshire Granite Co. de Portland, Maine. En total, el monumento costó 12 000 dólares, y el capítulo de Míchigan proporcionó los 5000 dólares restantes para el proyecto.
La estatua fue dedicada el 11 de septiembre de 1908, en el aniversario de la Batalla de Plattsburgh. El horador principal de la ceremonia fue el congresista Edwin Denby; Beatrice Larned Whitney, presidenta del capítulo de Míchigan de las Hijas de 1812, también pronunció un discurso. La estatua fue aceptada en nombre de la ciudad por el alcalde de Detroit William Barlum Thompson y fue inaugurada por una sobrina de Macomb.

### Historia posterior
Debido a la recepción positiva de la estatua, Weinman recibió el encargo de diseñar una segunda estatua pública en la ciudad, una en honor al alcalde de Detroit, William C. Maybury, que se dedicó en 1912. En 1993, el monumento fue catalogado como parte de Save Outdoor Sculpture! proyecto.
En los últimos años, ha habido algunos llamados para retirar la estatua debido a las conexiones de Macomb con la esclavitud en los Estados Unidos y el genocidio de los nativos americanos. En un artículo de opinión de 2017 en The New York Times, el historiador Tiya Miles declaró que Alexander Macomb (su padre) y William Macomb (su tío) habían comprado ilegalmente Grosse Ile al pueblo Potawatomi y eran los mayores propietarios de esclavos en Detroit a finales de 1700. Sin embargo, los historiadores no están seguros de si el propio Macomb alguna vez tuvo esclavos. El 14 de junio de 2020, durante una marcha como parte de las protestas por la muerte de George Floyd, un manifestante colocó una bolsa sobre la cabeza de Macomb y envolvió una cuerda alrededor del cuello de la estatua. En una entrevista con The Detroit News el 16 de junio, el profesor de la Universidad Estatal de Wayne, David Goldberg, opinó que la estatua podría ser reemplazada por una de un abolicionista como William Lambert.
El 5 de septiembre de 2020, en medio de las protestas nacionales de George Floyd, el monumento fue destrozado, con las palabras "Ladrón de tierras propietario de esclavos" pintadas con pintura roja en el pedestal. Además, alguien había colocado una bolsa sobre la cabeza de Macomb. Según el Departamento de Policía de Detroit, el departamento de obras públicas de la ciudad quitaría la pintura mientras investigaban el incidente. Casi al mismo tiempo, Kyle Alexander de Beausset, un antepasado de Macomb, escribió un artículo para Detroit Free Press en el que argumentó que la estatua debería ser removida, diciendo: "Lo que hace esa estatua es relegar la esclavitud y el genocidio asociados con los Macombs a las notas al pie históricas. La esclavitud y el genocidio no son notas a pie de página⁠, son una parte fundamental de cómo todos llegamos a donde estamos hoy".

## Diseño

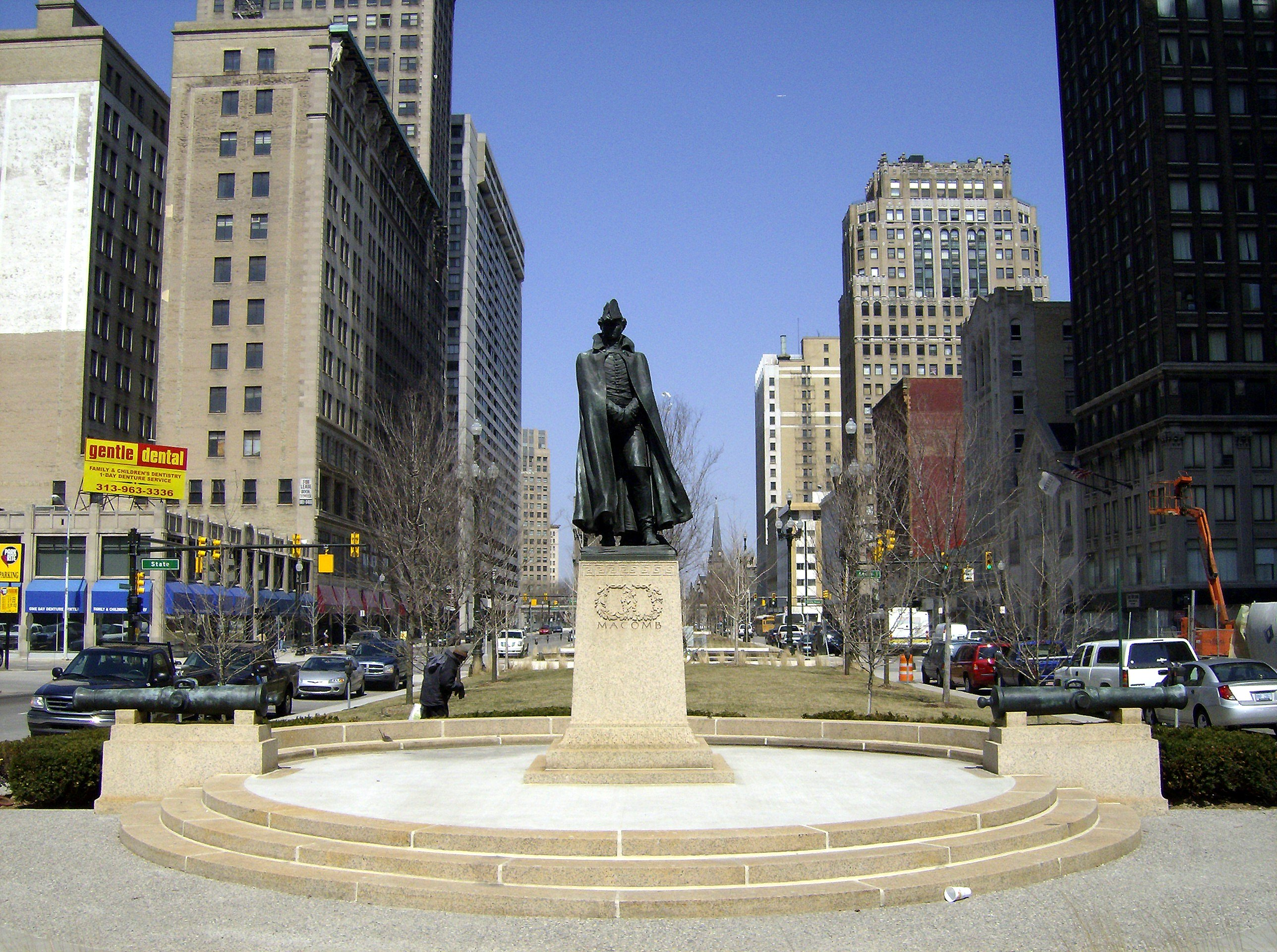
Estatua y plataforma circundante en el Bulevard Washington

El monumento consiste en una estatua de bronce de Macomb sobre un pedestal de granito en el centro de una plataforma circular. La plataforma está hecha de un agregado de hormigón. En la parte delantera del monumento, la plataforma tiene tres escalones semicirculares descendentes hechos de granito, mientras que la mitad trasera de la plataforma está rodeada por un pequeño parapeto. En los bordes norte, este y oeste de este parapeto hay pequeños pedestales de granito, sobre los cuales se colocan cañones de bronce de la Guerra de 1812. El diámetro de esta plataforma es de unos 9,1 m. Se asemeja a la configuración original de la base de la estatua de Stevens T. Mason en Detroit.
El pedestal de la estatua está hecho de granito rosa New Hampshire y mide 2 m a cada lado y 2,1 m de alto. En la cara frontal del pedestal hay un relieve que muestra una corona de hojas de roble entrelazadas con una corona de laurel. Debajo de esto, está grabado el nombre "MACOMB". En el reverso, está grabado: "AL MAYOR GENERAL/ALEXANDER MACOMB/COMANDANTE DEL/EJÉRCITO DE LOS ESTADOS UNIDOS/HÉROE DE LA/BATALLA DE PLATTSBURG/ESTA/ESTA ERECIDO ESTE MONUMENTO EN LA CIUDAD/DE SU NACIMIENTO POR LA/SOCIEDAD DE MICHIGAN/DE LOS ESTADOS UNIDOS/HIJAS DE 1812/11 DE SEPTIEMBRE DE 1908".
La estatua representa a Macomb parado ligeramente descentrado, vestido con su uniforme militar de la Guerra de 1812. Mide aproximadamente 2,7 m de alto y tiene una base con medidas laterales de 1,1 m y 1,1 m Su ropa exterior, que incluye un sombrero y una capa, fue diseñada con base en las placas fotográficas sobrevivientes de Macomb. Macomb está representado con las manos cruzadas frente a él, con el viento alborotando su capa. La estatua tiene un acabado verde, y pequeñas marcas del escultor ("AAWEINMAN. FECIT") y fundición ("CAST BY/THE HENRY-BONNARD BRONZE CO. /MONTE. VERNON NY 1908.") están incisas en la base de la estatua.

### Análisis
El monumento fue recibido positivamente en su inauguración. Un artículo de 1919 en Míchigan History Magazine se refirió a ella como "la escultura más artística de la ciudad", que "debe ser apreciada y preservada bajo todas las circunstancias". Una revisión del monumento de 1909 en The International Studio fue abrumadoramente positiva, y el crítico afirmó: "[e]l monumento, sin duda, coloca a su autor en la primera fila de los escultores estadounidenses más jóvenes". En particular, destacaron la representación realista de Macomb y la exitosa ejecución del uniforme militar. La Grove Encyclopedia of American Art señala la estatua como un ejemplo del trabajo de Weinman en "la tradición francesa de los bronces románticos y naturalistas".